# Tram van Rijsel

Verschillende voormalige tramtypen

De tram van Rijsel (Frans: Tramway de Lille, ook Tramway du Grand Boulevard) is een trambedrijf bestaande uit twee metersporige lijnen die geopend zijn op 4 december 1909. Deze verbinden Rijsel (Lille) respectievelijk met Roubaix en Tourcoing. De bijnaam van de tram is Mongy, vernoemd naar Alfred Mongy, ontwerper van deze lijnen.
De Mongy heeft als enige tramnet in Frankrijk de naoorlogse opheffingsgolf doorstaan.

## Netwerk
Het tramnetwerk van 22 kilometer telt 36 stations en heeft de vorm van een Y met een gemeenschappelijke stam van Lille naar Croisé-Laroche en twee aftakkingen richting Roubaix en Tourcoing. De eerste negen stations (tussen Gare Lille Flandres en Croisé Laroche) worden aangedaan door zowel de tram in de richting van Tourcoing als van Roubaix.
Een gedeelte van de lijn is sinds 1983 ondergronds, met name in het centrum van Rijsel en enkele stations daarbuiten (Saint-Maur, Clemenceau Hippodrome). In 2019 werd een plan gepresenteerd om voor 2035 vier tramassen toe te voegen waar in de spits om de 6 minuten zou moeten worden gereden.

## Materieel
Het materieelpark bestaat uit 24 trams van het type VLC (Veicolo Leggero Cittadino) van fabrikant Breda, ze kwamen vanaf 1994 in dienst. Ter vervanging zijn eind 2023 bij Alstom 24 (met een optie van 6) trams van het type Citadis besteld. Deze achtassige trams moeten vanaf 2027 in dienst komen. De huidige trams zijn aan vervanging toe, maar zitten ook tegen de maximale capaciteit aan. Ze worden 32,4 m lang en 2,4 m breed.

### Voormalig
In 1909 werd begonnen met 25 tramwagens type 400 gebouwd door de Société Franco-Belge. Vanaf 1911 kwamen er bijwagens type 700 en 800.  
In 1950 kwamen 28 vierassers van het type 500 in dienst gebouwd door Brissonneau en Lotz. Rond 1980 waren deze aan vervanging toe en tot de komst van het nieuwe materieel van Breda kocht men ter overbrugging een aantal tweedehands tweerichting (ongelede en enkelgelede) duwagtrams afkomstig van de op te heffen Vestische Straßenbahnen uit Herten, de Bogestra uit Bochum/Gelsenkirchen en de Tram van Genève die na aanpassingen tot 1994 dienst deden.

## Geschiedenis
Vroeger reden er naast de ELRT (L'Électrique Lille Roubaix Tourcoing) nog de TELB (La Compagnie des Tramways Électriques de Lille et sa Banlieue) op normaalspoor. De ELRT (Mongy) had naast huidige twee lijnen nog vele andere tramlijnen die in het gebied van de drie steden reden.